# Brats (Òlt i Garona)
Brats (en francès Brax) és un municipi francès situat al departament d'Òlt i Garona i a la regió de la Nova Aquitània.

## Demografia
| 1962                                       | 1968 | 1975 | 1982  | 1990  | 1999  | 2007  |
| ------------------------------------------ | ---- | ---- | ----- | ----- | ----- | ----- |
| 542                                        | 675  | 774  | 1.119 | 1.370 | 1.615 | 1.760 |
| Des de 1962: població sense dobles comptes |      |      |       |       |       |       |

## Administració
| Període | Identitat       | Partit |
| ------- | --------------- | ------ |
| 2001-   | Michel Bernines |        |